# Rantigny
Rantigny est une commune française située dans le département de l'Oise en région Hauts-de-France. Ses habitants sont appelés les Rantignysiens et les Rantignysiennes.

## Géographie

### Localisation

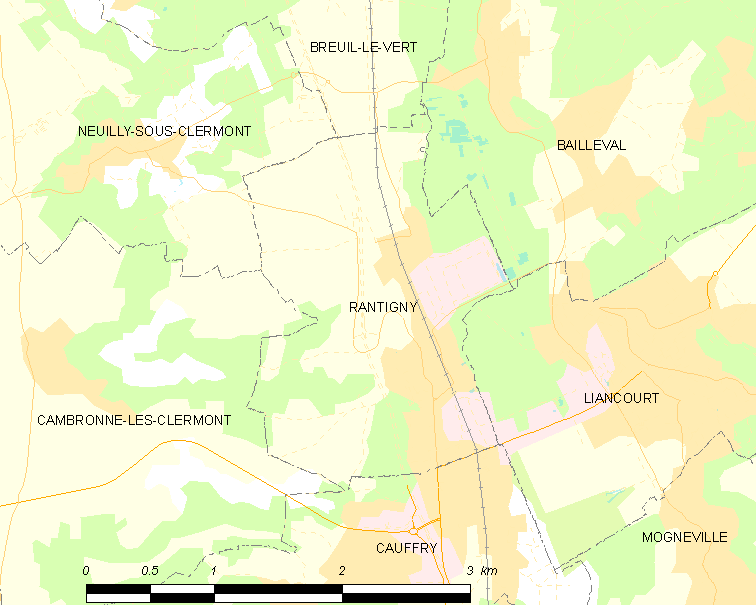
Communes limitrophes.

À vol d'oiseau, la commune se situe à 64 kilomètres au sud d'Amiens, à 29 kilomètres à l'est de Beauvais, à 29 kilomètres à l'ouest de Compiègne et à 53 kilomètres au nord de Paris. La superficie de la commune est de 416 hectares.
| Neuilly-sous-Clermont  | Breuil-le-Vert | Bailleval |
| Cambronne-lès-Clermont | Rantigny       | Liancourt |
|                        | Cauffry        |           |

### Topographie et géologie
Le territoire comprend une étendue limitée par la Brêche et par les coteaux du canton de Mouy. Il s'étend en partie dans la Vallée Dorée et en partie sur le coteau qui constitue la montagne de Cambronne-lès-Clermont. Il s'étend de 41 mètres d'altitude au bord de cette rivière jusqu'à 118 mètres au-dessus du la mer à l'ouest au point culminant, sur cette dernière montagne, à l'ouest. Quelques cotes d'altitude font apparaître nettement la dépression de la vallée : 42,60 mètres au point le plus bas du marais, à l'allée des Fresnes, 44 mètres au pont sur la Brêche près du hameau d'Uny-Saint-Georges, 50 mètres au passage à niveau situé au nord de ce dernier, 54,110 mètres au repère de nivellement placé à l'église Saint-Césaire, au chef-lieu, ainsi que 58 mètres au carrefour de la Poste (D 916 et D 137).
Les coteaux de la rive droite de la Brêche sont pareils à ceux de Liancourt, sur la rive gauche : une masse puissante de sable couronnée par du calcaire en bancs horizontaux, constitue leur ensemble. Les variations de détail, les fossiles et autres accidents, sont les mêmes des deux côtés de la vallée. La vallée de la Brêche est tourbeuse. Le coteau de Rantigny se constitue plus précisément de calcaire grossier. A mi-hauteur se trouvent des sables glauconneux et des sables à argiles et lignites. La vallée présente des terrains de transport et de la tourbe se trouve près de la rivière. La commune se situe en zone de sismicité 1. Les mouvements de terrains sont potentiels.

### Hydrographie

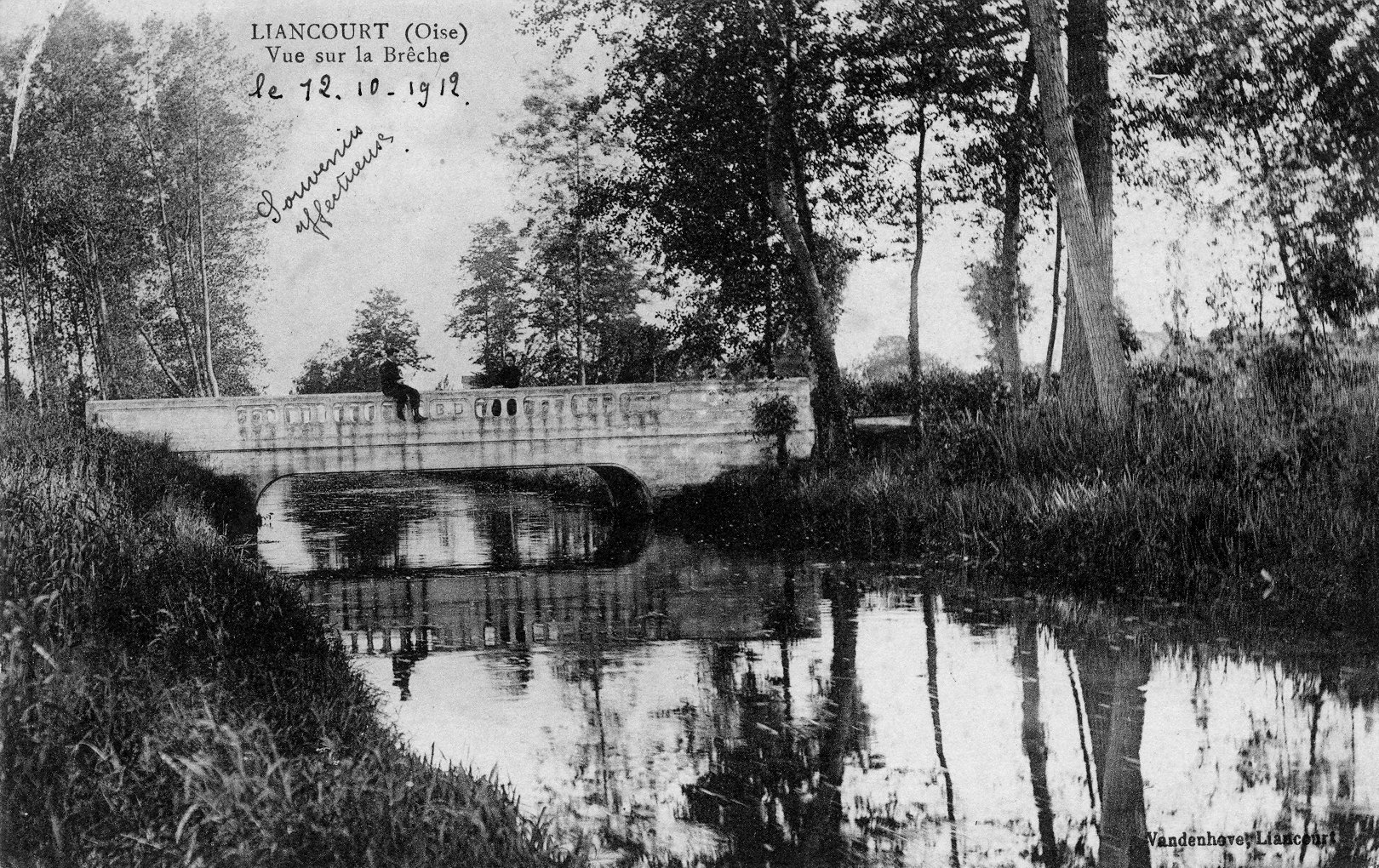
La Brêche au Pont Bajac en 1912, à la limite avec Liancourt.

La commune de Rantigny est située en majorité sur la rive droite de la Brêche qui la sépare de Liancourt. La rivière, prenant sa source à Reuil-sur-Brêche, rejoint la commune après avoir traversé Clermont avant de se jeter dans l'Oise à Creil. Elle longe le Grand Marais situé sur la rive gauche (commune de Liancourt), passe sous un ancien pont ferroviaire puis sous le pont Bajac (D 137) où Cauffry se trouve sur la rive droite. Elle constitue partiellement la limite est de la commune. Dans sa partie de la rive gauche où s'étend la commune le terrain est marécageux. Mais des canaux transversaux recueillement les eaux qui s'écoulent, par un canal principal bien entretenu, parallèlement à l'allée des Fresnes et qui dessert en même temps deux étangs poissonneux, l'un sur Bailleval, l'autre sur Rantigny. La rivière décrit plusieurs circonvolutions provenant de travaux exécutés autrefois pour l'utilité des moulins. Mais cette raison d'être n'existe plus et le Syndicat Mixte du Bassin Versant de la Brèche (SMBVB), afin de favoriser la continuité écologique (descente des sédiments et passage des poissons), réalise en collaboration avec les propriétaires des travaux de suppression des seuils des moulins (gardant les bâtis en berge si possible) et améliore le lit principal, comme l'a déjà fait, sur sa propriété, la Compagnie de Saint-Gobain. Jadis un gué était aménagé, vis-à-vis d'Uny-Saint-Georges, permettant en période de basses-eaux, une communication plus directe entre ce hameau et Louveaucourt. Sur la rive droite, la limite nord avec Neuilly-sous-Clermont et Breuil-le-Vert est constituée par le ru de Coutances (du Pré de Chelles ou de la Fontaine-Titancourt). Un autre petit ruisseau venant de Vaux, le ruisseau du Rayon, ou fossé Ruillon ou Rillon. La Fontaine Cateau, située à l'ouest du lieu-dit la Folie, ne produit pas de ruisselet. Elle s'est appelée fontaine Saint-Césaire. Jusqu'en 1850, la croyance populaire lui attribuait une vertu dans les maladies des yeux. Vers le centre du bourg, les eaux de la Fontaine-Couverte ou Pissote s'écoulent dans une canalisation qui longe la rue d'Ars, passe sous le square de l'église Saint-Césaire, la route et la voie ferrée et se termine par un ruisseau à ciel ouvert qui rejoint la Brêche près de l'emplacement de l'ancien moulin Gannet. Le conduit souterrain reçoit le trop-plein de la Fontaine-des-Vignes, située elle aussi à mi-côte, dans l'ancien vignoble. Ces eaux ont été détournées pour favoriser l'établissement de la déviation de la D 1016. Le ruisseau du Clos-Moret, couvert également jusqu'au-delà de la voie ferrée, n'est long que de 450 mètres environ. Il séparait autrefois le pré communal de Rantigny du domaine de Cauffry. Une station d'épuration se trouve à Uny-Saint-Georges et un réservoir se trouve en haut de la montagne d'Ars. Les zones les plus basses du territoire se situent au-dessus de nappes phréatiques sous-affleurantes.

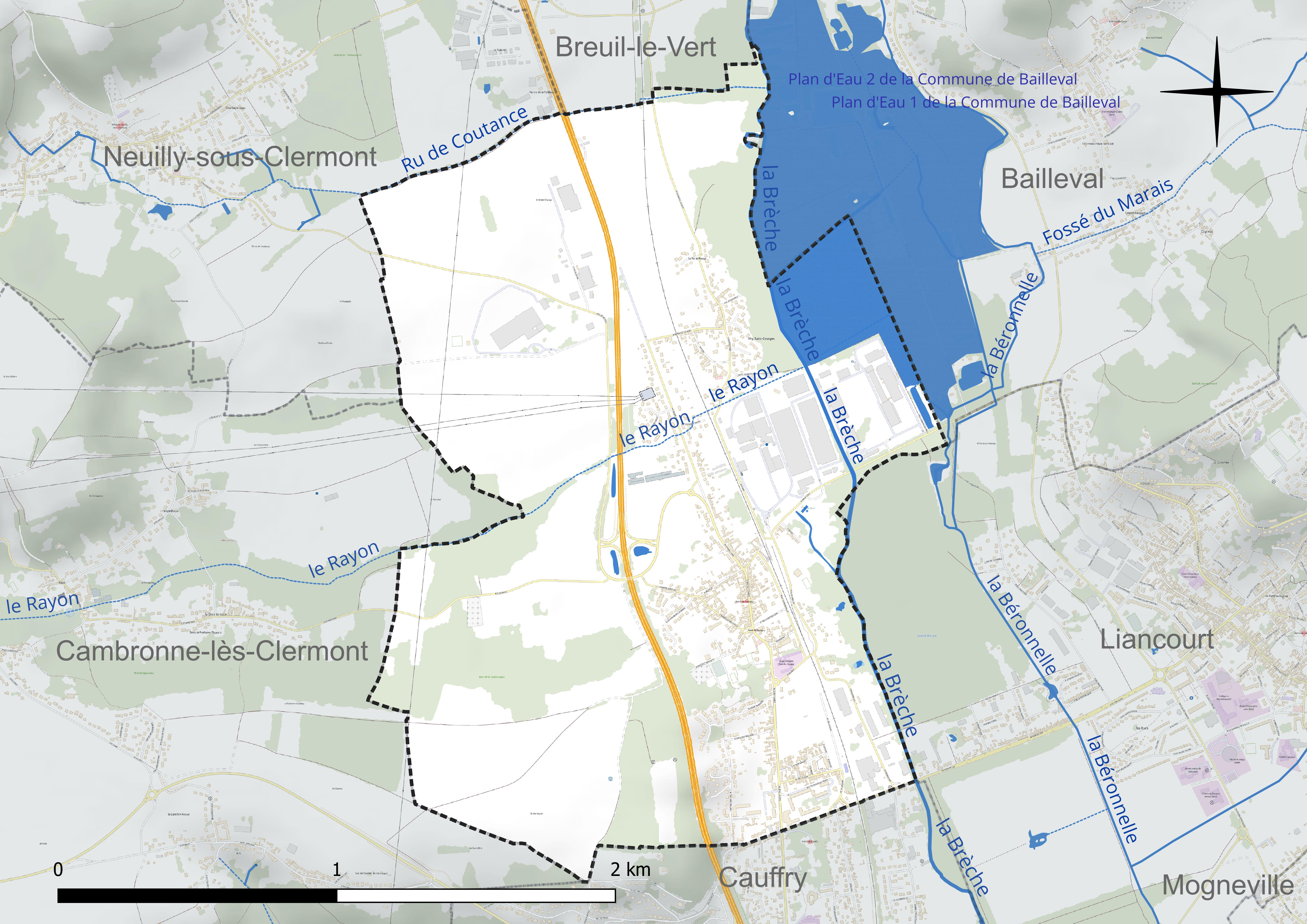
Réseau hydrographique de Rantigny.

### Climat
Pour des articles plus généraux, voir Climat des Hauts-de-France et Climat de l'Oise.
En 2010, le climat de la commune est de type climat océanique dégradé des plaines du Centre et du Nord, selon une étude du CNRS s'appuyant sur une série de données couvrant la période 1971-2000. En 2020, Météo-France publie une typologie des climats de la France métropolitaine dans laquelle la commune est exposée à un climat océanique et est dans la région climatique  Nord-est du bassin Parisien, caractérisée par un ensoleillement médiocre, une pluviométrie moyenne régulièrement répartie au cours de l’année et un hiver froid (3 °C). 
Pour la période 1971-2000, la température annuelle moyenne est de 10,9 °C, avec une amplitude thermique annuelle de 14,7 °C. Le cumul annuel moyen de précipitations est de 649 mm, avec 10,1 jours de précipitations en janvier et 8,1 jours en juillet. Pour la période 1991-2020, la température moyenne annuelle observée sur la station météorologique la plus proche, située sur la commune de Creil à 9 km à vol d'oiseau, est de 11,2 °C et le cumul annuel moyen de précipitations est de 662,2 mm,. Pour l'avenir, les paramètres climatiques de la commune estimés pour 2050 selon différents scénarios d'émission de gaz à effet de serre sont consultables sur un site dédié publié par Météo-France en novembre 2022.

### Milieux naturels
Malgré la présence du tissu urbain sur un tiers de sa surface sur 127 hectares, la commune de Rantigny possède des milieux naturels diversifiés. Les espaces cultivés s'étendent sur plus de 174 hectares pour 41,7% de la superficie, tandis que les espaces boisés présents sur les coteaux, sur les bords du ruisseau du Rayon ainsi que sur la rive droite de la Brêche constituent un ensemble de 91 hectares soit un cinquième du territoire (22 %). Cette diversité résulte également de la présence de zones marécageuses sur les bords de la Brêche, de ses affluents et des étangs (2 hectares), d'espaces de landes (1 hectare), ainsi que de vergers et prairies sur une vingtaine d'hectares. La ville compte également plus d'un hectare d'espaces verts publics (Parc Municipal),.
Les marais composent l'espace compris dans le fond de la vallée de la Brêche. Ils font partie d'une zone classé en zone naturelle d'intérêt écologique, faunistique et floristique de type 1. Ces derniers se situent sur le passage de corridors écologiques potentiels et d'un biocorridor de grande faune (sanglier, chevreuil, cerf).

## Urbanisme

### Typologie
Au 1er janvier 2024, Rantigny est catégorisée ceinture urbaine, selon la nouvelle grille communale de densité à sept niveaux définie par l'Insee en 2022.
Elle appartient à l'unité urbaine de Creil, une agglomération intra-départementale regroupant 23  communes, dont elle est une commune de la banlieue,,. Par ailleurs la commune fait partie de l'aire d'attraction de Paris, dont elle est une commune de la couronne,. 

### Occupation des sols
L'occupation des sols de la commune, telle qu'elle ressort de la base de données européenne d’occupation biophysique des sols Corine Land Cover (CLC), est marquée par l'importance des territoires agricoles (49,8 % en 2018), une proportion sensiblement équivalente à celle de 1990 (50 %). La répartition détaillée en 2018 est la suivante : 
terres arables (49,8 %), forêts (22 %), zones urbanisées (17,4 %), zones industrielles ou commerciales et réseaux de communication (10,8 %). L'évolution de l’occupation des sols de la commune et de ses infrastructures peut être observée sur les différentes représentations cartographiques du territoire : la carte de Cassini (XVIIIe siècle), la carte d'état-major (1820-1866) et les cartes ou photos aériennes de l'IGN pour la période actuelle (1950 à aujourd'hui).

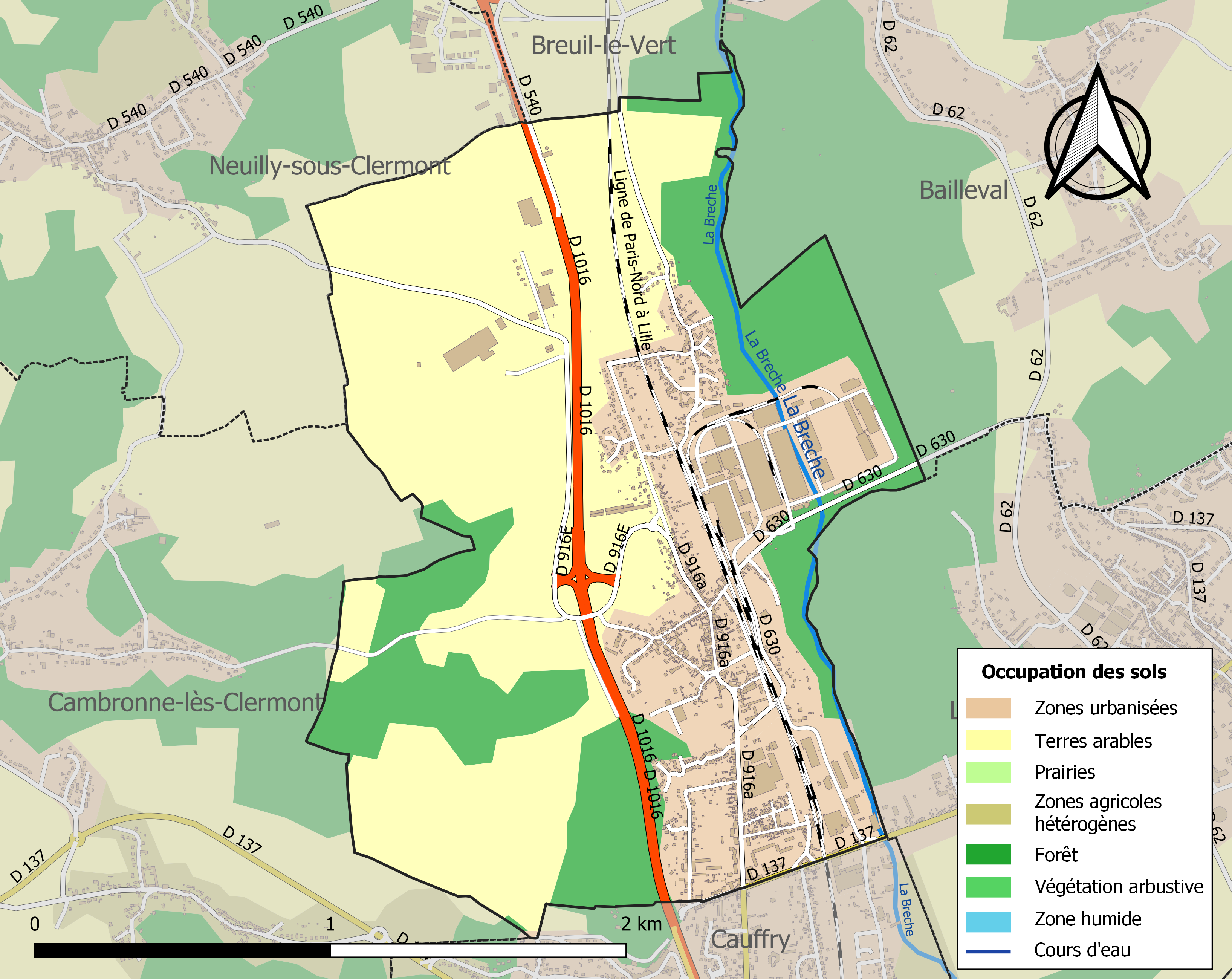
Carte des infrastructures et de l'occupation des sols de la commune en 2018 (CLC).

### Hameaux et lieux-dits
La commune comprend deux agglomérations : le chef-lieu, Rantigny et Uny-Saint-Georges, ancien village rattaché à la commune.

### Morphologie urbaine
Rantigny entre dans l'unité urbaine (ou agglomération au sens de l'Insee) de Creil composée de 22 communes et regroupant 116 662 habitants en 2009,. L'agglomération se développe en longueur, dans un sens nord-sud, le long de l'ancienne RN 16, jusqu'à Cauffry et Liancourt. Uny-Saint-Georges, au nord-est du territoire, s'est agrandi jusqu'au chef-lieu, grâce à des habitations nouvelles et à l'extension des constructions industrielles de la Compagnie de Saint-Gobain. Près d'Uny l'écart de la Folie est aujourd'hui réuni à l'agglomération principale par des maisons bâties sur l'ancienne route nationale. Le carrefour de la Poste, en limite de Cauffry, n'eut que pendant 20 ans une maison sur Cauffry et l'auberge Lardeur sur Rantigny. Ce lieu est devenu le centre de constructions nombreuses qui s'étendent sur les deux localités. Des habitations se sont implantées sur les quartiers de la Gare et du Clos-Moret, le tout se soudant au chef-lieu. Deux groupes de logements sociaux sont venus augmenter le nombre d'habitants de cette partie de la commune.

### Voies de communications et transports

#### Réseau routier

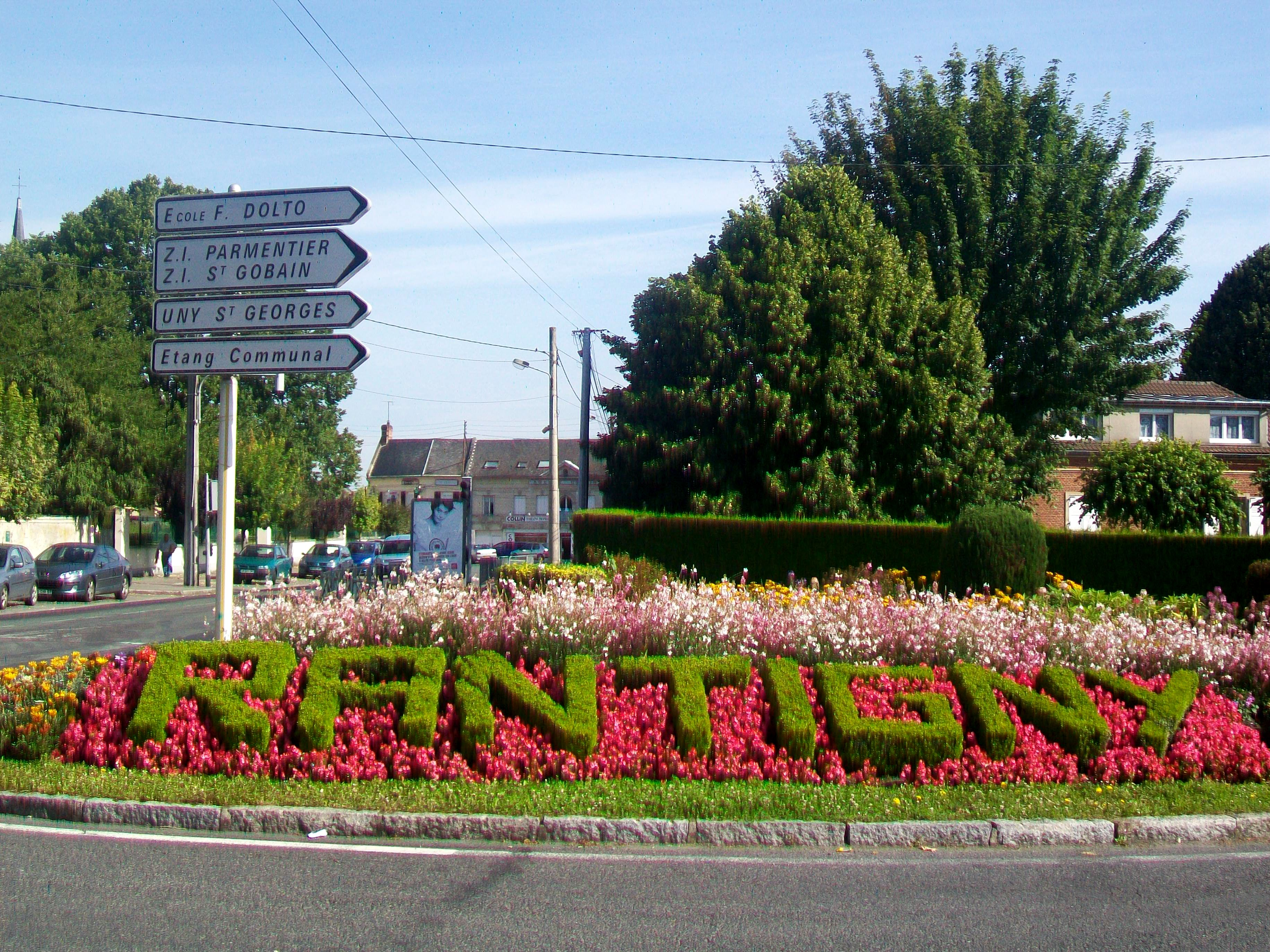
Rond-point avenue Jean-Jaurès (RD 916a) / rue de la Passerelle.

Rantigny est contournée par l'ouest par la voie rapide de la route départementale 1016 depuis 1965. Ancienne route nationale 16 de Paris à Dunkerque et précédemment route royale n°1 dite de Picardie, elle traversait l'agglomération sensiblement du sud au nord, formant la rue principale. Elle est bordée de constructions, sur près de 2 km. Cet ancien tracé, par les avenues Jean Jaurès et Pierre Curie ainsi que par la rue Anatole-France, a été déclassé en D 916A  de Rantigny à Nogent-sur-Oise. La commune est accessible par deux échangeurs depuis cette voie rapide : en venant de Clermont-de-l'Oise, au nord par la sortie Rantigny - Cambronne-lès-Clermont et de Creil, au sud par la sortie Rantigny - Liancourt - Cauffry Rantigny ne possède pas d'autre grand axe sur son territoire. Comme autres routes secondaires, la route départementale 630, partant du centre-ville, se dirige vers Liancourt et Bailleval par les rues Dunant, de la Brêche et Émile-Zola. Les voies communales se dirigent vers les villages alentour. La voie communale 1 part de l'échangeur de Rantigny - Cambronne-lès-Clermont pour se diriger vers cette dernière commune. Une autre route débute rue de la Brêche pour rejoindre Uny-Saint-Georges, ancien village rattaché à Rantigny. La route se dirige ensuite vers Breuil-le-Vert puis Clermont.

#### Transports ferroviaires

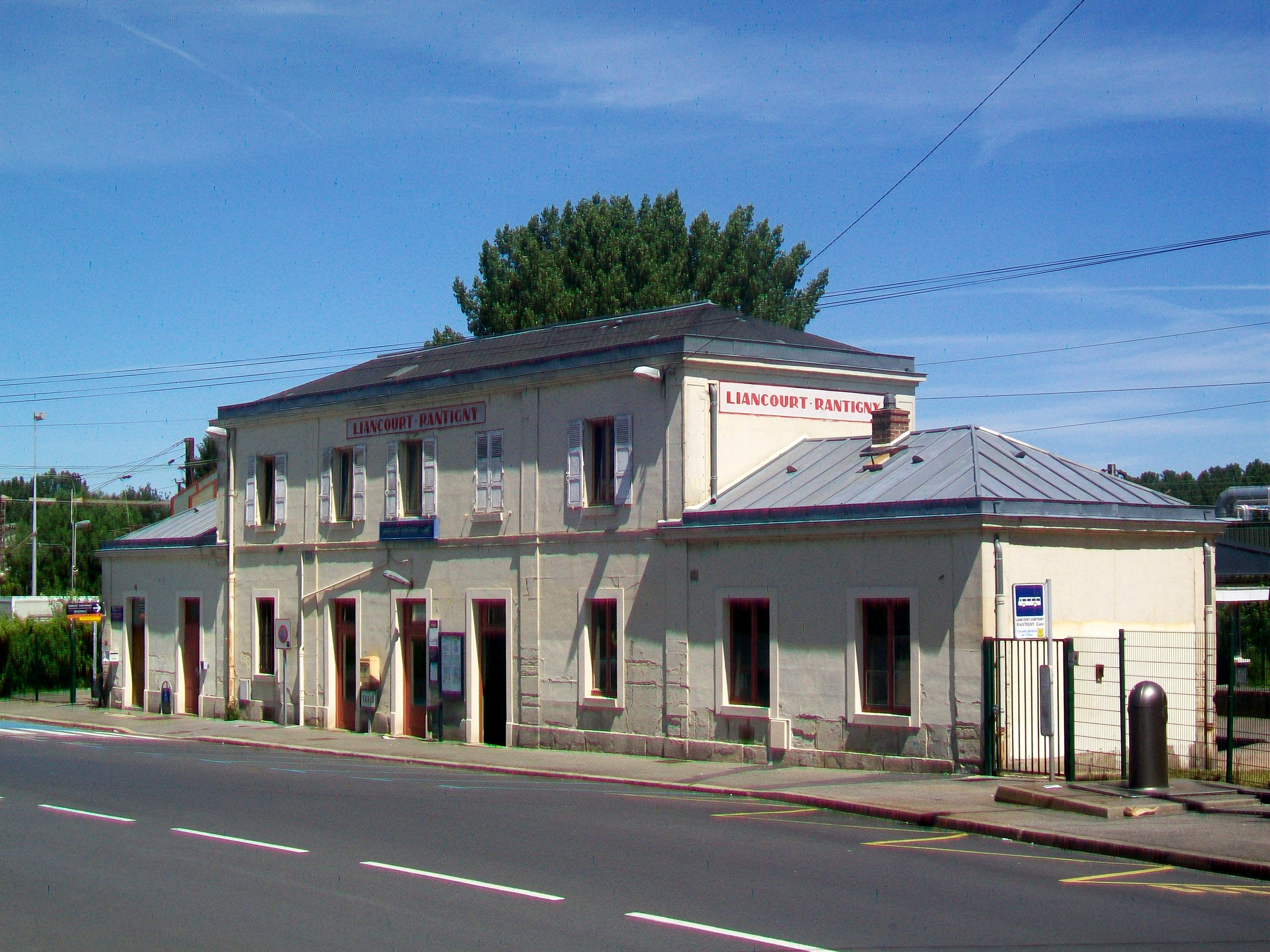
La gare de Liancourt - Rantigny.

La voie ferrée de Paris à Amiens par Creil court à peu près parallèlement à la route départementale 1016. Elle fut inaugurée le 20 juin 1846, et la station communale le même jour. Celle-ci porte le nom de Liancourt-Rantigny. Plusieurs embranchements industriels y étaient reliés. Située entre les gares de Clermont-de-l'Oise et de Creil, à proximité du centre-ville, elle est desservie par les trains TER Hauts-de-France (relations C10, C11 et P10). Quatorze à quinze trains par jour et par sens s'arrêtent du lundi au vendredi, et six à sept les dimanches et jours fériées. Du lundi au vendredi, la moitié des trains proviennent ou terminent à Creil, un changement étant donc nécessaire pour les déplacements entre Liancourt et Paris. Un TER Hauts-de-France met en moyenne 43 min pour atteindre la capitale, avec quatre arrêts intermédiaires.

#### Transports en commun et accès aux aéroports
La commune est desservie, en 2023, par les lignes 642, 686, 687, 6242, 6315 et 6352 du réseau interurbain de l'Oise.
L'aéroport de Beauvais-Tillé est situé à 28 km à l'ouest tandis que l'aéroport Roissy-Charles-de-Gaulle se trouve à 39 km au sud.

## Toponymie
La première mention de la commune, datant de 1190, où on fait mention d'un « Baldearius de Rantigny », qui est une donation de Raoul, comte de Clermont. Elle s'est ensuite appelée « Ranteni » au XIIe siècle, « Rantenni » dans la charte de fondation du prieuré en 1206, « Ranteny » en 1235 et 1303, « Ranteniacum » en 1258 (la racine « -acum » aurait donné le y de Rantigny comme dans beaucoup de villages terminés par cette terminaison), « Rentini » en 1270, « Rentiny lès Clermont » en 1384, « Raitigni » en 1580 et au XVIIIe siècle et Rantigny depuis 1840.

## Histoire

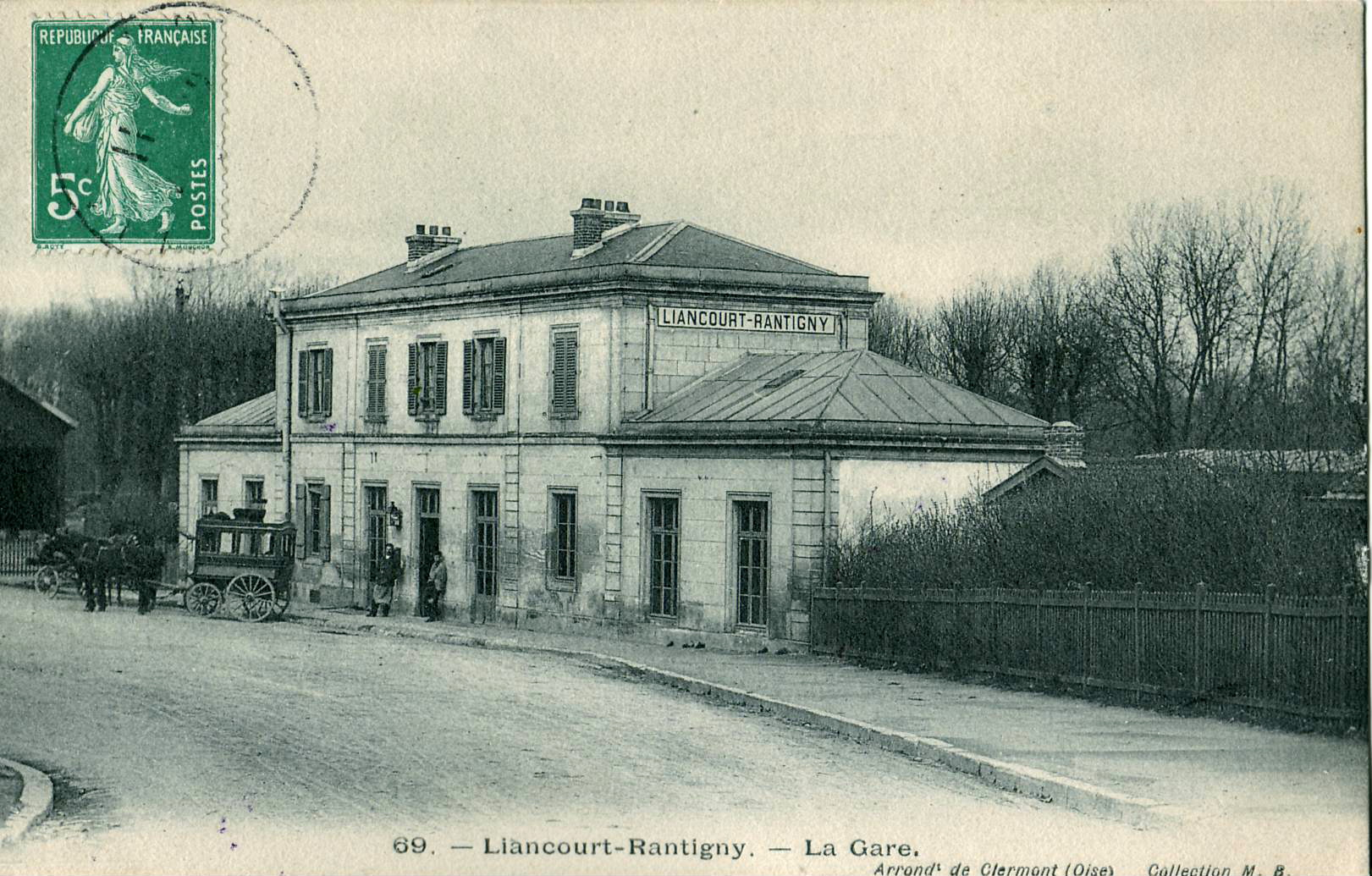
La gare de Liancourt - Rantigny avant la Première Guerre mondiale.
Elle a été mise en service en 1846.

## Politique et administration

### LListe des maires
| Période                                  | Période                   | Identité            | Étiquette | Qualité                        |
| ---------------------------------------- | ------------------------- | ------------------- | --------- | ------------------------------ |
| Les données manquantes sont à compléter. |                           |                     |           |                                |
| mars 1977                                | 1987                      | Paul Eiselé         | PCF       |                                |
| 1987                                     | avril 2014                | Michel Bance        | PCF       |                                |
| avril 2014                               | En cours (au 27 mai 2020) | M. Dominique Delion |           | Réélu pour le mandat 2020-2026 |

### Jumelages
Villamagna (Italie)

## Population et société

### Démographie

#### Évolution démographique
L'évolution du nombre d'habitants est connue à travers les recensements de la population effectués dans la commune depuis 1793. Pour les communes de moins de 10 000 habitants, une enquête de recensement portant sur toute la population est réalisée tous les cinq ans, les populations de référence des années intermédiaires étant quant à elles estimées par interpolation ou extrapolation. Pour la commune, le premier recensement exhaustif entrant dans le cadre du nouveau dispositif a été réalisé en 2006.

En 2022, la commune comptait 2 538 habitants, en évolution de +1,72 % par rapport à 2016 (Oise : +0,87 %, France hors Mayotte : +2,11 %).
| 1793 | 1800 | 1806 | 1821 | 1831 | 1836 | 1841 | 1846 | 1851 |
| ---- | ---- | ---- | ---- | ---- | ---- | ---- | ---- | ---- |
| 200  | 237  | 284  | 297  | 471  | 438  | 430  | 442  | 458  |

| 1856 | 1861 | 1866 | 1872  | 1876 | 1881  | 1886  | 1891  | 1896  |
| ---- | ---- | ---- | ----- | ---- | ----- | ----- | ----- | ----- |
| 591  | 684  | 860  | 1 001 | 966  | 1 026 | 1 046 | 1 036 | 1 195 |

| 1901  | 1906  | 1911  | 1921  | 1926  | 1931  | 1936  | 1946  | 1954  |
| ----- | ----- | ----- | ----- | ----- | ----- | ----- | ----- | ----- |
| 1 266 | 1 310 | 1 381 | 1 302 | 1 266 | 1 287 | 1 126 | 1 217 | 1 324 |

| 1962  | 1968  | 1975  | 1982  | 1990  | 1999  | 2006  | 2011  | 2016  |
| ----- | ----- | ----- | ----- | ----- | ----- | ----- | ----- | ----- |
| 1 458 | 1 901 | 2 046 | 2 034 | 2 500 | 2 521 | 2 515 | 2 563 | 2 495 |

| 2021  | 2022  | - | - | - | - | - | - | - |
| ----- | ----- | - | - | - | - | - | - | - |
| 2 539 | 2 538 | - | - | - | - | - | - | - |

#### Pyramide des âges
La population de la commune est relativement jeune.
En 2018, le taux de personnes d'un âge inférieur à 30 ans s'élève à 39,2 %, soit au-dessus de la moyenne départementale (37,3 %). À l'inverse, le taux de personnes d'âge supérieur à 60 ans est de 21,4 % la même année, alors qu'il est de 22,8 % au niveau départemental.
En 2018, la commune comptait 1 230 hommes pour 1 296 femmes, soit un taux de 51,31 % de femmes, légèrement supérieur au taux départemental (51,11 %).
Les pyramides des âges de la commune et du département s'établissent comme suit.
| Hommes | Classe d’âge | Femmes |
| ------ | ------------ | ------ |
| 0,0    | 90 ou +      | 0,7    |
| 4,5    | 75-89 ans    | 5,7    |
| 15,1   | 60-74 ans    | 16,7   |
| 19,6   | 45-59 ans    | 19,3   |
| 19,8   | 30-44 ans    | 20,2   |
| 20,1   | 15-29 ans    | 20,2   |
| 20,9   | 0-14 ans     | 17,1   |

| Hommes | Classe d’âge | Femmes |
| ------ | ------------ | ------ |
| 0,5    | 90 ou +      | 1,4    |
| 5,5    | 75-89 ans    | 7,6    |
| 15,6   | 60-74 ans    | 16,3   |
| 20,8   | 45-59 ans    | 20     |
| 19,4   | 30-44 ans    | 19,4   |
| 17,6   | 15-29 ans    | 16,2   |
| 20,6   | 0-14 ans     | 19,1   |

## Culture locale et patrimoine

### Lieux et monuments

#### Monuments historiques
Rantigny ne compte qu'un seul monument historique sur son territoire.
- Église Saint-Georges au hameau d'Uny Saint-Georges (inscrite monument historique par arrêté du 2 avril 1927[37]) : Ce petit édifice à nef unique a été édifié vers le début du XIIIe siècle ou la fin du XIIe siècle, pendant la période de transition du roman au gothique. Le clocher d'origine a été remanié au XIIIe siècle et coiffé d'un toit en bâtière, et le chœur initialement de faible hauteur a été rehaussé à la même occasion. Le porche a été ajouté au XVe siècle. L'église n'est plus utilisée à la fin du XIXe siècle et tombe en ruines. Un prieuré était associé à l'église[38],[39]. Les murs et la toiture ont récemment été restaurés, mais les baies restent encore sans vitres.

#### Autres éléments du patrimoine
- Église Saint-Césaire : De petites dimensions, sa façade occidentale donne directement sur une propriété privée et n'a pas été développée, et le chevet touche à la rue principale du village. L'élément le plus remarquable est le chœur gothique bâti en 1240 par les moines de Saint-Fuscien-aux-Bois près d'Amiens. Composé de trois travées, il se termine par une abside à pans coupés, dont les cinq pans sont inégaux. Les contreforts sont terminés par des chaperons en bâtière. À L'intérieur, une clé de voûte représente un roi, apparemment saint Louis. La courte nef de deux travées ne provient que du XVIe siècle[38]; le clocher fut achevé en 1702 et la toiture actuelle date de 1869. Elle est en ardoise, sa flèche octogonale reçut à sa base quatre clochetons qui furent supprimés lors de la dernière réfection de la toiture. En 1967, un autel moderne a remplacé l'ancien, qui a été placé dans la chapelle. L'édifice comporte une chapelle latérale nord, construite en 1869 sur l'emplacement d'une ancienne chapelle seigneurale de la petite sacristie. Un christ en bois polychrome du XVIe siècle, fixé sur une croix ébranchée est placée au-dessus de l'autel. Les fonts baptismaux sont en fonte. Le bénitier de pierre à vasque godronné date de la Renaissance[39]. Les pierres tombales de Jacques Cuissard et Jean Allon, receveurs du domaine de Rantigny, sont classés depuis 1912[40],[41].
- Le monument aux morts, place Jean-Jaurès.

### Personnalités liées à la commune
- Auguste Albaret (1824-1891) : inventeur et industriel, décédé à Rantigny.
- Abbé Toussaint Desmares (1599-1687) : il est inhumé dans l'église Saint-Césaire.
- Pierre-Antoine Ponchon, curé martyr de la commune dès 1788.

### Rantigny et le cinéma
- Un homme debout, court métrage de Foued Mansour, y a été tourné en 2011.